# Morning Has Broken

Morning Has Broken est une hymne chrétienne célèbre dont la première version a été écrite par Eleanor Farjeon en 1931. Repris par le chanteur britannique Cat Stevens sur son album Teaser and the Firecat, paru en 1971, ce titre reste l'un de ses plus grands succès, atteignant la sixième place du Billboard Hot 100 et la première des Hot Adult Contemporary Tracks en 1972.

## Origines
La première version de l'hymne paraît dans un livre de cantiques de 1931, intitulé Songs of Praise. La musique est une mélodie traditionnelle gaélique, Bunessan. Morning Has Broken partage cette mélodie avec une chanson de Noël du XIXe siècle, Child in the Manger (L'enfant dans la mangeoire). Percy Dearmer, éditeur du livre, explique que, comme il n'existait pas d'hymne qui rende grâce pour chaque jour, il avait demandé à la poétesse et écrivaine pour enfants Eleanor Farjeon d'« écrire un poème adapté à la belle mélodie écossaise ».
Une légère variation sur l'hymne originale, également écrite par Eleanor Farjeon, paraît en 1957 dans le recueil Children's Bells, sous le titre A Morning Song (For the First Day of Spring).

## Version de Cat Stevens
Singles de Cat Stevens
Peace Train
(1971) Can't Keep It In
(1972)
Les paroles de Morning Has Broken sont parfois attribuées par erreur à Cat Stevens, qui a popularisé la chanson dans le monde entier. Le célèbre accompagnement au piano de la version de Stevens est dû au claviériste Rick Wakeman, membre du groupe de rock progressif Yes.
Au début de l'enregistrement du single, Stevens dispose d'une hymne qu'il chante en environ 45 secondes. Son producteur Paul Samwell-Smith le prévient qu'il ne peut pas sortir une telle version sur un album et que la chanson doit durer au moins trois minutes. Stevens crée alors une version accompagnée à la guitare, très différente de celle que nous connaissons. Mais peu de temps avant la sortie du single, Stevens entend Rick Wakeman jouer une mélodie dans le studio ; il lui dit que la musique lui plaît et qu'il aimerait, si possible, quelque chose de semblable pour Morning Has Broken. Malgré ses réticences, Wakeman, qui destine cette musique (Catherine Howard) à son album solo The Six Wives of Henry VIII, accepte finalement d'adapter sa mélodie pour Stevens. La fameuse introduction au piano et la structure définitive de la chanson sont le fruit d'un travail conjoint entre les deux artistes.
En 2000, Wakeman sort une version instrumentale de la chanson. La même année, dans une interview accordée à BBC Radio 5 Live, il déclare qu'il avait accepté d'aider Stevens pour 10 £ et qu'il était « effondré » de ne jamais avoir été crédité ni rémunéré après le grand succès du single.
À son retour sur scène sous le nom de Yusuf Islam, Stevens présente ses excuses à Wakeman et lui paie les droits qui lui sont dus, ajoutant que l'absence initiale de paiement s'expliquait par une confusion avec la maison de disques. Dans un documentaire diffusé par la télévision britannique, Wakeman déclare alors que la version de Morning Has Broken interprétée par Stevens est « un très beau morceau de musique » et qu'il est fier d'y avoir contribué.

## Autres versions
Bien que certaines sources indiquent que la première version de Morning Has Broken a été enregistrée par Floyd Cramer dans son album Last Date sorti en 1961, sa discographie prouve que le single ne s'y trouve pas et que la première version qu'il a enregistrée est parue en 1972 et qu'elle est une reprise de l'arrangement de Stevens. Depuis, la chanson a été reprise par de nombreux artistes.
Une nouvelle version de l'album Teaser and the Firecat, comprenant la version de Morning Has Broken avant la rencontre entre Stevens et Wakeman, est sortie en novembre 2008.
On retrouve encore une version instrumentale en piano solo de Rick Wakeman, lors d'une tournée à Tokyo en juillet 2008, sur son album Prophet in the East.
Elle apparait aussi sur l'album The Wide World Over du groupe irlandais The Chieftains, paru en 2002, elle y est alors interprétée par Diana Krall et Art Garfunkel.